# Богданівці (село)
Богдані́вці — село в Україні, у Хмельницькій міській громаді Хмельницького району Хмельницької області. Населення становить 857 осіб.

## Історія
За адміністративним поділом с. Богданівці належало до таких повітів (районів):
- XVI ст. — Летичівський повіт;
- XIX ст. — Летичівський повіт;
- XX ст. — Деражнянський район.

Богданівці у різні вікові періоди мало різні назви: Bogdanowcze in Boh (1493 р.), Bohdanowcze (1530 р.), Богдановцы (1542 р.), Boydanowce (1630—1650 роки), Bohdanowce (1668 р.), Bogdanowce (1784 р.), Богдановка (1800 р.), Богданівці (1926 р.)
За переказами, колишня назва поселення «Нивка», яке було повністю спалене, а в навколишніх селах про трагедію говорили: «Біда в Нивці» → Біданівці → Богданівці.
Існують давні перекази, що село розташовувалось біля самої річки Вовк, де знаходили кам'яні сокири, черепки домашнього посуду. Кургани і вали з північної сторони села свідчать проте, що ця місцевість багата на ліси, звірів, воду, заселена була уже давно, але про час заснування села Богданівці нічого не відомо.
Колись село називалось «Нивка», після набігів татар воно було повністю зруйновано, і люди були змушені переселитися на нову територію, де і тепер розташоване селище. В інших селах село називали «Біда в Нивці», а згодом і Біданівці. Тепер же назву облагородили і назвали Богданівці.
У 1766 р. був збудований храм святого Миколая на кошти поміщика Гадомського та парафіян. Особливою шаною користувались ікони Божої Матері, Пантелеймона та Марії Магдалини.
З початку XIX ст. священником у селі був Василь Савкевич, з 1816 р. вже його зять Симеон Коропачинський, а у 1857 році син Симеона Ульян, у 1899 р. внук Симеона Никанор Коропачинський. Цековна територія займала 2328 сажнів.
В архівних документах у вересні 1811 р. зафіксовані два власники села (Осип Гнатович Згорський та Ян Ріховський), які мали в своєму володінні селян.
Станом на 23 листопада 1845 р. поміщики Гнат і Йосип Згорські мали в своєму володінні 156 кріпаків, 82 чоловіків, 74 жінки. Івану Згорському належало 200 чоловіків та 163 жінки. Селяни мали право на випас худоби, користування лісом та річкою. Ще одним власником Богдановець був Августин Хоєцький, у його власності було 30 чоловіків та 27 жінок, хоча насправді їх було менше.
1862 р. у селі відкрилась школа, де навчались діти заможних селян. Єдиним підручником був псалтир. З 1894 р. школа перетворилась у церковно-парафіяльну, там було три класи і 20 учнів. Працював з дітьми один учитель, відразу зі всіма класами.
У 1866 р. поблизу села проклали залізницю і селяни пішли на заробітки, де могли заробити 15 копійок в день, але це було не легко.
Мешканці села на початку XX ст. займались землеробством, ткацтвом, теслярством і шевством.
У 1901 р. у селі були 781 чоловік та 846 жінок, а також 28 сімей, що переселились із Проскурівського повіту у 1897 р. Крім православних було ще 52 католики і 8 євреїв.
У 1903 р. село належало багатьом поміщикам, а саме: священник Петро Веселовський, дворянки Анна, Генрієта, Фліорентина Тржебинські, Михайло Маркевич, Микола Турковський, що здавав в оренду землі Євгенові Згорському.
З 1898 р. по 1909 р. сільська церковно-парафіяльна школа вважалась найкращою школою Летичівського повіту. В 1911 р. громада села купила поміщицький маєток під школу. Так у селі було створено земську школу, де працював один учитель і було 38 учнів.

Попівська школа або «червона», як ще її називали
Мельницька школа, де раніше жив Мельник Іван, була переоблаштована під школу для учнів с. Богданівці і Березове
Асафатова школа, де раніше проживали Асафатові, була переоблаштована під школу для учнів
Богданівецька семирічна школа (фото серпень 1956 р.)
Нова школа, відкрита в Богданівцях у 1971—1972 роках (учнями якої були також і жителі с. Березове)

У 1905 р. почалась революція, що налякала Згорського, і він у 1911 р. втік за кордон. Після революції в селі створили земельний комітет, до якого увійшли: Деник Рибак, Володимир Блиндер, Профир Капустянський, що став головою комітету. Із землевласників у селі залишався тільки Мунь Згорський, але згодом його знайшли вбитим у своєму маєтку. До кінця осені 1917 р. кожній безземельній сім'ї виділили 2,5 гектара землі.
У ході боротьби між Червоною армією, білими, військом УНР село переходило з одних рук у інші.
Уривок з автобіографічного роману Володимира Сосюри «Третя рота», що розповідає про події листопада 1919 року, у якому згадується, що відбувалось в селі Богданівці та Коржівці.
В 1920 р. перед приходом польського війська в селі було створено загін самооборони, що мали 180 одиниць вогнепальної зброї. Два рази самооборона села відбивала наступ поляків, але на третій раз вони напали зненацька. Частина самооборонців втекла в ліси Деражні, частину зброї було сховано. В цей час в селі поляки робили розправу над селянами. Людей похилого віку та жінок побили, розстріляли трьох чоловіків.
У червні 1920 року у селі остаточно закріпилась радянська влада.
Сільський виконком очолив Карпо Дикий, комітет незаможних селян — Профир Капустянський, що повернувся з Червоної армії.
За колективізацію села взялись: двадцятип'ятитисячник Болдава та Будяк, що став партійним. Почались наступи на селян, аби створити колективне господарювання. Жителі чинили опір. Почалось розкуркулення заможних селян, у них забирали все майно, худобу, реманент. 7 березня 1930 року одна сім'я накинулась на членів комісії з сокирами, які проводили розкуркулення. Коли такі вісті дійшли до Сталіна, він вирішив перенести всю вину на місцеву владу, отож, почався масовий вихід людей із колгоспу. У Богданівцях на 1 червня 1930 р. з колгоспу вийшло 105 господарств. Місцева влада пробувала спинити селян насильством. Будяк виселив із села одну жительку, хоча вона була хворою і не підлягала розкуркуленню. Опір селян було зломлено.
Почався колгоспний етап в житті села Богданівці. Було споруджено корівники, зерносховища, конюшні. За перші роки було зібрано 7-8 центнерів з гектара. Головою сільської ради був на той час Мусій Петрович Похило, член КПУ.
Весною 1933 р. був час неймовірної біди, що запроваджена сталінською владою, Голодомор.
У 1939 р. в селі таємно побувала відома поетеса Анна Ахматова, що в с. Богданівці знайшла свою знайому Євдокію Блажієвську — бабусю В. П. Славинського.
«Цікава знахідка» — одного разу троє хлопчаків пасли телят. Один із них граючись побачив на землі велику монету, хлопчики почали рити далі, і знайшли низку монет. Як виявилось, ці монети були датовані 1625—1641 роками. Близько 300 монет було передано обласному краєзнавчому музею. Скарб належав, можливо, польсько-литовському магнатові або козакові за військові заслуги. Монети пролежали в землі 300 років, щоб їх знайшли жителі с. Богданівці, і передали в музей.
Друга світова війна принесла знову горе в село. У Богданівцях розташувався німецький гарнізон, що охороняв табір військовополонених, який створений тут, і залізницю. Селяни допомагали полоненим, підтримували зв'язки із партизанами.
Згідно з даними[якими?], у перший період окупації гітлерівцями в селі проживало:
- 664 дитини (від 1 до 13 років);
- 125 молоді (від 14 до 18 років);
- 154 (від 19 до 25 років);
- 801 чоловік та жінка (від 26 до 65 років);
- 136 (старіші за 66 років);

Серед усіх було 1843 українці, 30 молдаван, 6 росіян, 1 німець.
З них 1864 особи були православні, а 16 осіб — католики.
На засіданні виконкому Деражнянської районної ради від 5 липня 1944 року було затверджено виконавчий комітет Богданівецької сільської ради у складі: Сильвестр Маркович Дейнека — голова сільської ради, Денис Рибак — заступник голови сільської ради, Ганна Іванівна Крилач — секретар сільської ради, Марія Полікарпівна Старенька — заготівельник, Арсень Павлович Старенький — бригадир колгоспу. У 1944 р. збір врожаю був високий, а у 1947 р. — був посушливий. У 1947 р. за перевиконання планового збору врожаю понад 70 колгоспників отримали ордена і медалі, було присвоєно звання Герой Соціалістичної Праці (Т. Д. Дейнека), Ордени Леніна одержали Юстина Рик та М. П. Похило.
У 1961 р. у Богданівцях було відкрито поштово-телеграфне відділення. У центрі села, де була церква, спорудили пам'ятник загиблим односельчанам.
В серпні 1988 р. головою колгоспу ім. Горького обрали Неонілу Полікарпівну Довгань, пропрацювала вона 10 років. За цей час було збудовано свинарник, автогараж, млин, мінімолокозавод, пекарня, 4,6 км доріг було покрито асфальтом і твердим покриттям. Реконструйовано тваринницькі ферми, колгоспний двір.
У 1992 р. колгосп ім. Горького було реорганізовано в спілку селян «Нивка» за давньою назвою села, із 2000 р. створено ТОВ «Нивка».

Хлібороби с. Богданівці, які першими завершили жнива (01.08.1992 р.)

У грудні 1993 р. було урочисте відкриття церкви, що була збудована на кошти селян і спілки «Нивка».
На 1 січня 2001 р. у селі 401 господарство, а мешканців, разом із мешканцями с. Березове проживає 922 особи.
Вся історія с. Богданівці знаходиться у книзі міського архіву м. Деражня.
Ветерани Другої світової війни біля обеліска загиблим воїнам-односельчанам с. Богданівці

Ветерани Другої світової війни с. Богданівці біля обеліска загиблим воїнам-односельчанам

Пам'ятник загиблим воїнам Другої світової війни с. Богданівці

## Адміністративний устрій
Колишній орган місцевого самоврядування — Богдановецька сільська рада. Орган місцевого самоврядування — Хмельницька міська рада. Також на території сільської ради є пошта.

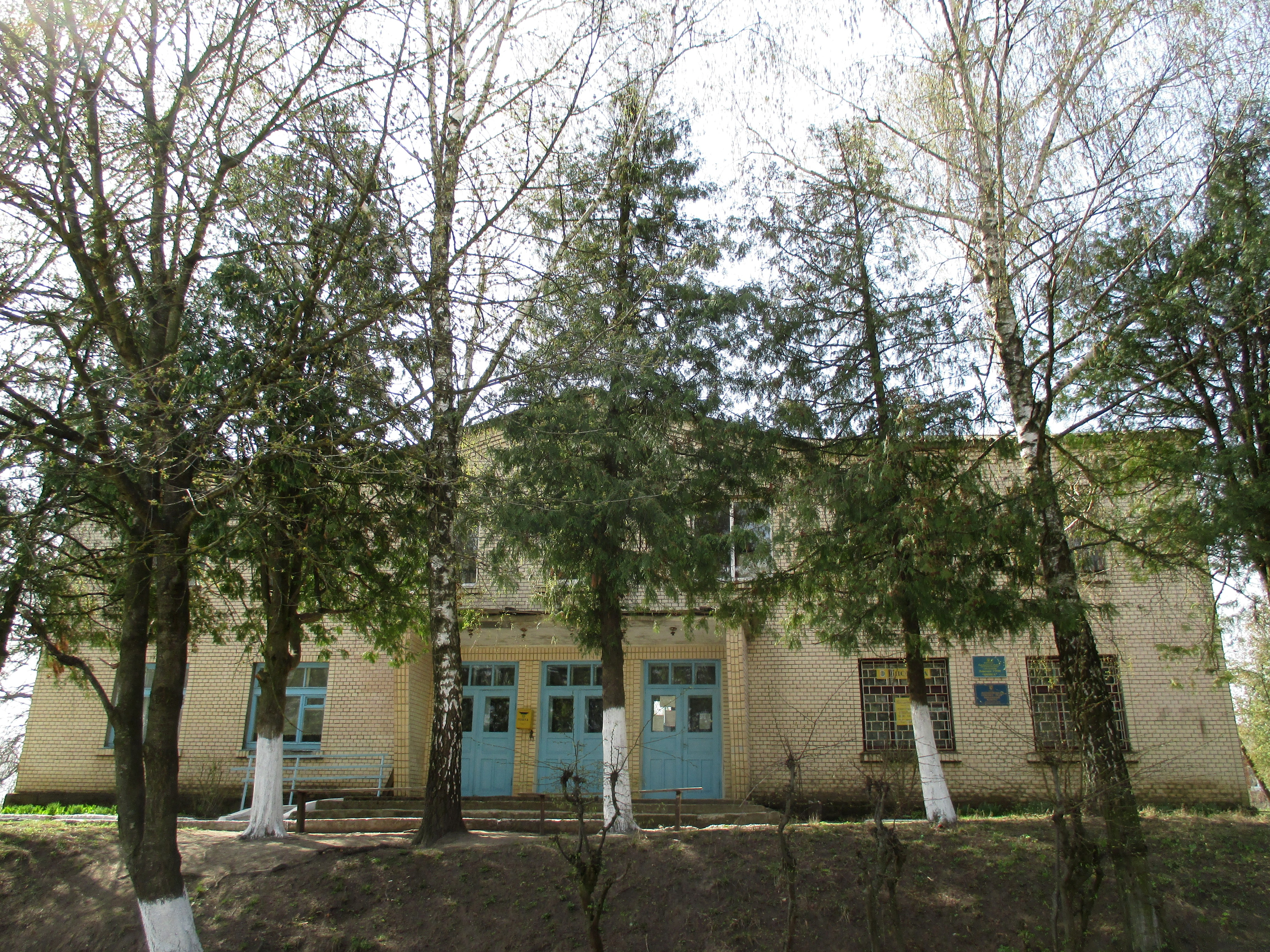
Богданівецька сільська рада та пошта

## Географія
Село Богданівці розташоване за 20 км від райцентру і за 15 км від залізничної станції Деражня. В селі є залізнична зупинка Масівці залізничної дільниці Жмеринка — Гречани. Розташоване село поблизі річки Вовк.

## Символіка
Затверджена 13 грудня 2013 р. рішенням сесії сільської ради. Автор — І. Д. Янушкевич.
Герб
У лазуровому щиті срібна залізнична стрілка з зеленим вогнем і такий же плуг, над якими золоте сяюче шістнадцятипроменеве сонце. У зеленому вістрі золота дерев'яна селянська прялка, яку з обидвох сторін супроводжує по срібній квітці плодового дерева. Щит обрамований золотим декоративним картушем i увінчаний золотою сільською короною. Картуш знизу обрамлений зеленими гілками липи з золотим цвітом. На срібній девізній стрічці лазуровий напис «БОГДАНІВЦІ».
Прапор
Квадратне полотнище, поділене на чотири рівновеликі квадратні частини. На синій верхній древковій жовте сяюче шістнадцятипроменеве сонце. На зеленій верхній вільній білий плуг. На зеленій древковій нижній біла залізнична стрілка з зеленим вогнем.